# Wesoła (gmina w województwie katowickim)
Wesoła – dawna gmina wiejska istniejąca w latach 1973–1975 w woj. katowickim (dzisiejsze woj. śląskie). Siedzibą władz gminy była Wesoła, która stanowiła odrębną gminę miejską (obecnie dzielnica Mysłowic).
Gmina Wesoła została utworzona 1 stycznia 1973 w powiecie tyskim w woj. katowickim. W jej skład weszły sołectwa Kosztowy i Krasowy.
27 maja 1975 jednostka została zniesiona, a jej obszar (wraz z miastem Wesoła) włączony do Mysłowic.